# Nicolaas Jan Cupérus
Nicolaas Jan Cupérus (* 20. November 1842 in Antwerpen; † 14. Juli 1928 ebenda) war ein belgischer Politiker der Liberalen Partei und ein Förderer des Turnens.

## Leben
Cupérus war friesischer Herkunft. Sein Vater war in  Antwerpen Teehändler. Nach dem Besuch der Deutschen Protestantischen Schule (1849) ging er zum Konigliche Atheneum Antwerpen (1854–1860), wo er bei Isenbart das Turnen lernte. Er favorisierte zunächst die Schwedische Gymnastik nach Pehr Henrik Ling und wurde 1865–1877 der Generalsekretär des Koniglich Belgischen Turnerbund (1865) und von 1878 bis 1923 dessen  Vorsitzender. Er war zudem der Vorsitzende einer der ältesten belgischen Turnvereine, der „Société royale de gymnastique et d'armes“.
Er war zudem in der Liberalen Partei engagiert, für die er von 1875 bis 1894 und von 1903 bis 1911 im Stadtrat von Antwerpen saß. Im Ersten Weltkrieg war er im Raad van Vlaanderen, von 1919 bis 1921 war er Senator für Antwerpen. Von 1917 bis zu seinem Tode war er der Direktor des Königlichen Conservatoriums in Antwerpen. In dieser Eigenschaft engagierte er sich für die Durchführung der Olympischen Spiele 1920. Er setzte sich in der Universität Gent für die Gleichberechtigung von Flämisch und Französisch als Unterrichtssprache ein. Cupérus war der Leiter der örtlichen Freimaurer.

## Publikationen
- Turnliederen. 1874.
- Eene reeks voordrachten over lichamelijke opvoeding. 1904.
- Recueil d'articles, conférences, exposés, etc. sur la gymnastique suédoise. 1907.